# Edie Brickell
Pour les articles homonymes, voir Brickell.
Edie Brickell, née le 10 mars 1966 à Dallas (Texas), est une chanteuse et musicienne américaine.

## Biographie
Sa carrière commence à la fin des années 1980. Après s'être produite dans quelques bars, elle rencontre les membres d'un groupe local, les New Bohemians, qui lui proposent de se joindre à eux. Le premier album, Shooting Rubberbands at the Stars, sort en 1988. Elle rencontre un vif succès, surtout le titre What I Am qui grimpe jusqu'à la dixième place des ventes de disques américaines. Ghost of a Dog, le deuxième album du groupe, rencontre un accueil plus mitigé. Le groupe se sépare en 1992 ; cette année-là, Edie Brickell épouse le chanteur Paul Simon. Elle revient en 1994 avec Picture Perfect Morning, son premier album solo.
De nombreux utilisateurs de Windows 95 connaissent Edie Brickell : le clip du titre Good times (extrait de l'album Picture perfect morning) figure parmi les fichiers multimédias présents sur le CD-ROM d'installation.
Elle apparaît en tant que chanteuse dans un bar, dans le film Né un 4 juillet. La chanson Circle a été l'un des génériques de fin de la série Alice Nevers, Le juge est une femme.

## Discographie
- 1988 : Shooting Rubberbands At The Stars
- 1990 : Ghost of a dog
- 1994 : Picture perfect morning
- 2003 : Volcano
- 2006 : Stranger Things
- 2011 : Edie Brickell
- 2011 : The Gadabouts
- 2021 : Hunter And The Dog Star